# Euroblock

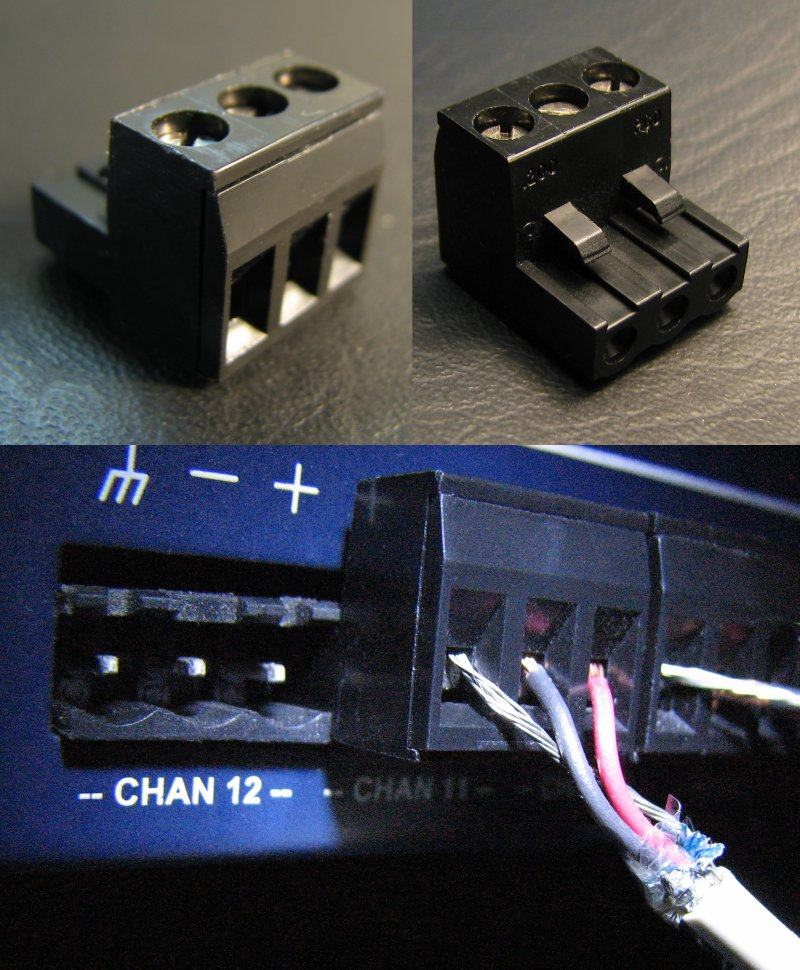
Phoenix接頭

Euroblock，為“歐式接線端子”(英文：European-style terminal block)之簡稱；是一種低電壓斷開的（或可插入式）接頭和接線端子的組合通常用於麥克風和線性電平音頻信號，以及用於控制信號如RS-232或RS-485。它也被稱為Phoenix接頭，是來自一家德國菲尼克斯電氣公司，其在1981年業務成立於美國賓夕法尼亞州哈里斯堡。也被稱為“插拔式接線端子”或“兩件式接線盒”。
該Euroblock是使用螺釘接線端子夾住連接線無焊連接。一旦導線被安裝後，將整個組件插入到匹配插座中電子設備。 Euroblock比其所取代作為信號電纜可以快速地從斷開或連接到電子設備，而不是擰開與再擰緊每根電線單獨的端子條更方便。